# Laurence Sailliet
Laurence Sailliet (Thionville, 1° marzo 1973) è una politica e editorialista francese.
Dal 2023 al 2024 è stata europarlamentare per I Repubblicani.

## Biografia
Dietologa-nutrizionista, esercita privatamente a Pau, Parigi e in Spagna.
Nel 2002 aderì all'Unione per un Movimento Popolare (UMP), che in seguito si sarebbe evoluta nel partito I Repubblicani. Fu delegata del suo partito in Spagna e Portogallo.
Laurence Sailliet è stata membro del MEDEF fino al 2007. Lo stesso anno, si è presentata sotto le insegne dell'UMP contro il socialista uscente David Habib nella terza circoscrizione dei Pirenei Atlantici; passò il secondo turno ma fu poi battuta.
Nel 2011 è stata nominata nell'ufficio politico del suo partito. Nel 2012 e nel 2017 è stata nuovamente candidata a deputato, questa volta nella quinta circoscrizione dei francesi residenti all'estero. Nel 2017 ha annunciato la sua candidatura alle elezioni per la presidenza del partito, ma si è ritirata per mancanza di sostegno sufficiente. È poi diventata portavoce del suo partito sotto la presidenza di Laurent Wauquiez.
È stata posizionata al 10° posto nella lista dei Repubblicani per le elezioni europee del 2019 non riuscendo però ad essere eletta. Lo stesso anno, si è dimessa dalle sue funzioni all'interno del partito. Ha rinunciato alla sua appartenenza al gruppo politico.
Nel 2019 è diventata editorialista del programma televisivo Balance ton post ! condotto da Cyril Hanouna e si è dedicata alla scrittura di colonne.
Nel 2021 è stata editorialista del programma Touche pas à mon poste ! su C8.
Sostiene il presidente della Repubblica uscente Emmanuel Macron alle elezioni presidenziali del 2022.
Classificata al 10° posto nella lista dei Repubblicani per le elezioni europee del 2019, è diventata europarlamentare in sostituzione di Agnès Evren, aderendo il 24 settembre 2023 al gruppo del Partito Popolare Europeo.
È editorialista del talk show Face à Hanouna nel 2024 su C8 e, dallo stesso anno, è apparsa occasionalmente nel programma Morandini Live su CNews.
È la candidata ufficiale dei Repubblicani nella prima circoscrizione di Parigi alle elezioni legislative anticipate del 2024. È stata eliminata al primo turno, ottenendo il 5,53% dei voti.
Ha sostenuto Laurent Wauquiez durante il congresso opponendolo a Bruno Retailleau per la presidenza di LR nel 2025.